# DAV-Haus Obertauern
Das DAV-Haus Obertauern ist neben dem Hannoverhaus, der Neuen Prager Hütte, und der Klostertaler Umwelthütte die vierte eigene Alpenvereinshütte des Deutschen Alpenvereins und ist somit keiner Sektion zugehörig. Die bewirtschaftete Hütte der Kategorie II liegt auf 1735 m ü. A. in Obertauern, Gemeinde Tweng, im Bezirk St. Johann im Pongau im Bundesland Salzburg in Österreich.

## Geschichte
Das Haus wurde Anfang der 1960er-Jahre von der Sektion Donauland des ÖAV erworben und umgebaut, die Einweihung fand zum 100-jährigen Jubiläum des DAV am 6. Dezember 1969 statt. 2017 wurde es umfangreichen Modernisierungsarbeiten unterzogen.

## Nachbarhütten
- Ignaz-Mattis-Hütte, 1986 m, der Sektion Wien des ÖAV
- Keinprechthütte, 1872 m, der Sektion Wien des ÖAV
- Landawirseehütte, 1985 m, der Sektion Lungau des ÖAV
- Obere Moarhofalm, 1693 m, privat
- Südwiener Hütte, 1802 m, des Österreichischen Gebirgsvereins des ÖAV, Gehzeit: 2 Stunden
- Vindobona-Haus, 1720 m, des ÖTK
- Wismeyerhaus, 1670 m, der Sektion Edelweiss des ÖAV

## Tourenmöglichkeiten
Das DAV-Haus ist im Sommer ein Stützpunkt für Wanderer am Zentralalpenweg, einem Weitwanderweg von Hainburg an der Donau nach Feldkirch.
- Großer Pleißlingkeil (2501 m), Gehzeit: 3½ Stunden
- Glöcknerin (2432 m), Gehzeit: 2½ Stunden
- Große Kesselspitze (2358 m)
- Gamsleitenspitze (2357 m), Gehzeit: 1½ Stunden
- Zehnerkarspitze, Gehzeit: 1½ Stunden
- Großwand (2436 m), Gehzeit: 3 Stunden
- Seekarspitze (2350 m)
- Seekareck (2217 m), Gehzeit: 2 Stunden
- Hundskogel (2234 m)
- Plattenspitz (2293 m)
- Gamskarlspitze (2411 m), Gehzeit: 3½ Stunden
- Gurpitscheck (2526 m), Gehzeit: 3½ Stunden